# Liste des races de poules américaines
Cette liste des races de poules américaines n'est pas exhaustive.
- Par définition, ces races sont domestiques, même si certaines ont des caractères ou des origines sauvages. (voir aussi : marronnage (zoologie))

- En France, le Standard officiel des volailles (poules, oies, dindons, canards et pintades)  édité par la SCAF, recense et définit les critères de sélection et d'exposition des races, et sert de référence aux juges lors de la distribution des prix en concours.

Il y a également un standard européen, où pour y figurer, une race doit être reconnue dans au moins deux pays. C'est le standard du pays d'origine qui prévaut lors des concours internationaux

## Liste
| Nom                             | Origine    | Image | Observations |
| ------------------------------- | ---------- | ----- | --- |
| Ameraucana                      | États-Unis |       | Issue de l'Araucana, œufs bleus |
| American Game (en)              | États-Unis |       | |
| Amrock                          | États-Unis |       | |
| Araucana                        | Chili      |       | Toupets d'oreilles, sans queue, œufs bleus                                                                                          |
| Black Rock                      | États-Unis |       | |
| Brahma                          | États-Unis |       | |
| Buckeye                         | États-Unis |       | |
| California Gray (en)            | États-Unis |       | |
| Chantecler                      | Canada     |       | Bonne pondeuse, mixte (chair et ponte), autrefois largement répandue, est devenue rare, existe en blanc et en perdrix (en Alberta). |
| Cubalaya                        | Cuba       |       | |
| Delaware (en)                   | États-Unis |       | |
| Dominicaine (Dominique)         | États-Unis |       | plumage coucou |
| Géante de Jersey (Jersey Giant) | États-Unis |       | |
| Índio Gigante (en)              | Brésil     |       | |
| Java américaine                 | États-Unis |       | |
| Lamona (en)                     | États-Unis |       | |
| New-Hampshire                   | États-Unis |       | |
| Plymouth Rock                   | États-Unis |       | Très grande pondeuse, mixte (chair et ponte)                                                                                        |
| Pyncheon (en)                   | États-Unis |       | Race naine. |
| Rhode-Island Red                | États-Unis |       | Très grande pondeuse |
| Rhode Island White (en)         | États-Unis |       | |
| Wyandotte                       | États-Unis |       | Très grande pondeuse |